# Société française d'histoire du sport
Pour les articles homonymes, voir SFHS.
La Société française d'histoire du sport (SFHS) est une société savante, composée d'historiens et d'historiennes du sport issus principalement du champ des sciences et techniques des activités physiques et sportives et de l'histoire contemporaine, déclarée selon la loi du 1er juillet 1901. Elle a pour principaux objectifs, d'une part de contribuer à la compréhension sociale, culturelle et politique du sport, et d'autre part de rendre visible les recherches scientifiques dans ce domaine.
Créée en assemblée constitutive le 10 décembre 1985 et enregistrée au Journal officiel en date du 26 décembre 1985, la société connaît une réorganisation notoire et une modification statutaire à l'occasion d'une nouvelle assemblée générale constitutive les 7 et 8 novembre 2003.

## Historique
La Société française d'histoire du sport, dont le premier président est Georges Vigarello auquel succède Gilbert Andrieu, est fondée le 10 décembre 1985 à la suite d'une réunion en Sorbonne. Cette assemblée constitutive aboutit au dépôt des statuts enregistrés au Journal officiel en date du 26 décembre 1985 et à la création de la revue Sport Histoire chez Privat. Celle-ci, semestrielle, est dirigée par Pierre Arnaud et paraît 4 fois à partir de 1988 :
- N° 1 - La sociabilité par le sport, Paris, Privat, coll. « Sport Histoire - Revue internationale des Sports et des Jeux », janvier 1988 ;
- N° 2 - Horizons du sport, Paris, Privat, coll. « Sport Histoire - Revue internationale des Sports et des Jeux », novembre 1988 ;
- N° 3 - Sport et identité, Paris, Privat, coll. « Sport Histoire - Revue internationale des Sports et des Jeux », avril 1989 ;
- N° 4 - Au nom du sport, Paris, Privat, coll. « Sport Histoire - Revue internationale des Sports et des Jeux », décembre 1989.

Deux ans plus tard, sous la direction de Jean-Louis Gay-Lescot, deux nouveaux numéros sont publiés aux Presses universitaires de Bordeaux sous le titre de Sport et Histoire :
- N° 1 - Jeux et sports : permanences et ruptures, Bordeaux, Presses universitaires de Bordeaux, coll. « Sport et Histoire », 1991 ;
- N° 2 - EPS Gymnastique et Jeux, Bordeaux, Presses universitaires de Bordeaux, coll. « Sport et Histoire », 1992.

Au même moment, le Comité des travaux historiques et scientifiques (CTHS) réserve une session de chacun de ses congrès annuels à l'étude des jeux et sports dans l'histoire pendant une période de cinq ans (1991 à 1995). Ces sessions se déroulent à : 
- 1991 : Chambéry/Annecy, La montagne et ses images[3] ;
- 1992 : Clermont-Ferrand, Éducation et politiques sportives. XIXe – XXe siècles[4] ;
- 1993 : Pau, Éducation et politiques sportives. XIXe – XXe siècles[4] ;
- 1994 : Amiens, Sport, éducation et art. XIXe – XXe siècles[5] ;
- 1995 : Aix-en-Provence, Le sport et ses espaces. XIXe – XXe siècles[6].

Ce protocole touchant à sa fin, Pierre Arnaud qui est, à la demande du professeur Albert Jacquard, l'animateur de ces sessions, entreprend de les pérenniser en initiant une nouvelle série de colloques dont le premier est organisé à Besançon en 1996. Sous le nom de Carrefours d'histoire du sport, ils deviennent biannuels à partir de 1998 à la suite des journées de Bordeaux.
Après une période d'activité restreinte la SFHS renaît dans la dynamique de ces Carrefours d'histoire du sport en novembre 2003 avec une modification de ses statuts.

## Fonctionnement

### L'association
La SFHS est déclarée en préfecture de Seine-Saint-Denis le 26 décembre 1985 sous le N° 95-4606. Les statuts sont modifiés le 8 novembre 2003 et déclarés en date du 22 décembre 2003 à la préfecture du Doubs. 
La société fédère autour de l'histoire du sport et de l'éducation physique une communauté de recherche qu'elle soutient et anime par l’organisation de manifestations scientifiques, telles que les Carrefours d’Histoire du Sport. Regroupant des personnes menant des recherches sur l’histoire des pratiques physiques dans toutes les périodes, elle vise à promouvoir, encourager et valoriser des travaux de recherche dans les domaines pré-cités. 
Elle est composée principalement d'universitaires, de professeurs agrégés ou certifiés, de docteurs ou doctorants, appartenant au champ des sciences et techniques des activités physiques et sportives (STAPS) ou de l’histoire contemporaine et investis dans l’étude historique du sport ou de l’éducation physique.

### Les dirigeants
Les membres du Conseil d'Administration (CA) de la SFHS sont élus par l'assemblée générale à la majorité des présents ou des représentés pour quatre ans parmi les adhérents éligibles, et renouvelés par moitié tous les deux ans. 
Le CA se réunit au moins une fois par an. Un bureau, désigné par le CA et composé du président, d'un ou plusieurs vice-présidents, d'un secrétaire général et d'un trésorier, assure l'exécution des décisions. Ont successivement assuré la présidence :
- le professeur Georges Vigarello (1985-1988) ;
- le professeur Gilbert Andrieu (1988-1996) ;
- le professeur André Rauch (1996-2003) ;
- Jean-François Loudcher, maître de conférences habilité à diriger des recherches (HDR) (2003-2008) ;
- le professeur Thierry Terret (2008-2012) ;
- le professeur Michaël Attali (2012-2018) ;
- le professeur Christian Vivier (depuis 2018)[8].

## Activité scientifique

### Les Carrefours d'histoire du sport
Ces colloques ont d'abord été organisés sans structure statutaire formelle. Le premier est accueilli par l'UFRAPS de Besançon en 1996. C'est la nécessité d'une organisation plus pérenne qui amène les participants à se rapprocher au début du XXIe siècle de la SFHS qui élargit depuis son champ d'action à ce nouveau domaine.
- 1996 : Besançon, Le sport dans la ville. XIXe et XXe siècles[9] ;
- 1997 : Montpellier, Le sportif, l'entraîneur, le dirigeant. XIXe et XXe siècles[10] ;
- 1998 : Bordeaux, Sport et identités[11] ;
- 2000 : Lyon, Le sport et les Français pendant l'Occupation[12] ;
- 2002 : Cergy, Valeurs affinitaires et sociabilités[13] ;
- 2004 : Lyon[14], Sport et genre. XIXe et XXe siècles[15] ;
- 2006 : Calais, Les pratiques corporelles et l'eau dans l'histoire[16] ;
- 2008 : Grenoble[17], Sports et médias. XIXe et XXe siècles[18] ;
- 2010 : Rennes/Coëtquidan[19], Le sport et la guerre. XIXe et XXe siècles[20] ;
- 2012 : Rouen[21], Accueillir, organiser et célébrer les Jeux olympiques[22] ;
- 2014 : Lyon, Le sport et les années 1960 ;
- 2016 : Lille, Le Sport et ses pouvoirs (XIXe et XXe siècles)[23] ;
- 2018 : Bordeaux, Héritage sportif et dynamique patrimoniale, organisation jumelée avec le congrès du Comité européen d'histoire du sport (CESH)[24].

Ces colloques rencontrent un écho important auprès des chercheurs  comme l'atteste le volume des actes qui dépasse souvent 600 pages depuis le début du XXIe siècle, exigeant parfois un tirage en deux tomes,,,. Ils intéressent les milieux concernés, mais bénéficient occasionnellement d'une audience plus large, comme en témoigne par exemple le rang des personnalités présentes à celui de Rennes.

### Les Journées d'études
Les Journées d'études (JE) organisées par la SFHS se veulent ouvertes au niveau des thématiques : elles peuvent être disciplinaires, pluridisciplinaires, ou interdisciplinaires, mais peuvent aussi avoir comme objet central des questions de méthodologie. Pour exemple, en 1989, une JE se tient à l'institut national du sport, de l'expertise et de la performance (INSEP) à Paris et porte sur l'évolution du sport de la IIe République à 1914.

### La revueSciences sociales et sport
La SFHS dispose depuis 2008, en partenariat avec la Société de sociologie du sport de langue française (3SLF), d'une revue éditée chez l'Harmattan : Sciences Sociales et Sport, . 
La revue publie des travaux concernant des études sociologiques, historiques ou anthropologiques consacrées aux activités physiques et sportives de compétition ou à finalités utilitaires, réparatrices, ludiques et artistiques. Ceux-ci sont retenus par un comité scientifique après double expertise anonyme selon les critères usuels. Le comité de rédaction, paritaire, est composé de 4 membres de la SFHS, 4 de la 3SLF, du rédacteur en chef Jean-François Loudcher (SFHS) et de la directrice de publication, Catherine Louveau (3SLF) . La revue parait une fois par an.
- Sciences Sociales et Sport n°1, Paris, L’Harmattan, coll. « Sociologie sport », 2008, 188 p. (ISBN 978-2-296-06434-8) ;
- Sciences Sociales et Sport n°2, Paris, L’Harmattan, coll. « Sociologie sport », 2009, 220 p. (ISBN 978-2-296-10225-5, lire en ligne) ;
- Sciences Sociales et Sport n°3, Paris, L’Harmattan, coll. « Sociologie sport », 2010, 206 p. (ISBN 978-2-296-11995-6, lire en ligne) ;
- Sciences Sociales et Sport n°4, Paris, L’Harmattan, coll. « Sociologie sport », 2011, 188 p. (ISBN 978-2-296-56093-2, lire en ligne) ;
- Sciences Sociales et Sport n°5, Paris, L’Harmattan, coll. « Sociologie sport », 2012, 260 p. (ISBN 978-2-296-99515-4, lire en ligne) ;
- Sciences Sociales et Sport n°6, Paris, L’Harmattan, coll. « Sociologie sport », 2013, 202 p. (ISBN 978-2-343-01175-2).

### Le prix Pierre Arnaud
Créé en 2008 à l'occasion du 13e carrefour d'histoire du sport, il récompense un jeune chercheur pour un travail de recherche rigoureux et original s'intégrant au thème du carrefour dans lequel il s'inscrit. Les textes sont expertisés anonymement par les membres du CA de la SFHS. Ils sont évalués selon les critères scientifiques habituellement usités dans le champ.
La participation est réservée aux doctorants et docteurs travaillant sur l'histoire du sport, des activités corporelles ou de l'éducation physique. Les lauréats des dernières années sont :
- Gilles Montérémal en 2008 (Jacques Goddet : un acteur indispensable à la valorisation du sport spectacle)[29] ;
- Yohann Fortune en 2010 (Emil Zatopek dans la guerre froide : entre soumission et rébellion (1948-1968))[30] ;
- Michaël Delepine en 2012 (Le stade de Colombes: origines et héritages du stade olympique français).